# Szent Imre-templom (Kaposvár)
A Szent Imre-templom Kaposvár egyik római katolikus plébániatemploma. Az 1912-re elkészült épületet eredetileg a közeli főgimnázium kápolnájának szánták, végül egy nagyobb templom épült fel helyette.

## Története
A 19. század végén Kaposvár gyors ütemben fejlődött, az akkori egyetlen templom pedig egyre kevésbé volt képes befogadni a megsokasodott híveket, ráadásul ezekben az időkben költöztették át a főgimnáziumot (a mai Táncsics Mihály Gimnázium elődjét) a főtérről a mai helyére. Ezek voltak az okai, hogy már ekkor felvetődött egy új gimnáziumi kápolna építésének terve. Ujváry Ferenc plébános közbenjárására a város a római katolikus egyháznak adományozta az új gimnáziumi épülettől nyugatra található telket (ahol ma a főposta épülete áll), de egyrészt pénzhiány miatt, másrészt mivel Ujváry plébános elkerült Kaposvárról, az új kápolna építése nem kezdődött meg.
1902-ben Bécsy Márton, a gimnázium hittanára az iskola katolikus tanáraiból templomépítő egyesületet szervezett, amelyhez 1904-ben csatlakozott maga Németh István polgármester és Bereczk Sándor városi főmérnök is. Az egyesület felhívására az ország különböző részeiről érkeztek adományok papoktól, a lakosságtól, sőt, még Wlassics Gyula vallás- és közoktatásügyi miniszter segítségével az államtól is. A kapott pénzt kiegészítették a tanulók gyűjtései is, amelyet 1903-tól kezdve minden tavaszi szünetben megismételtek. Annak ellenére, hogy ilyen sokan támogatták az építkezést, akadtak ellenzők is: a Berzsenyi nevű kaposvári szabadkőműves-páholy tagjai például megyei és városi fórumokon többször is tiltakoztak a templom építése ellen.
Ahogy gyűltek az adományok, időközben megváltoztak az eredeti elképzelések. Már nem csak egy iskolai kápolnát terveztek, hanem valódi templomot, a környéken kiépülő új utcák (köztük az ekkor létrejött Szent Imre utca) lakói számára. Az eredeti helyet is megváltoztatták: inkább az iskolától északra kezdték el az építkezést. Az alapkőletétel 1910. május 3-án történt, bár az első munkálatok már április 11-én megkezdődtek. Kezdetben Domján Lajos helyi kőművesmester dolgozott a Krisztinkovich Béla (egykori kaposvári gimnazista) tervei alapján zajló építkezésen. Az építőbizottság az alapfalban egy emlékokmányt helyezett el, amely többek között ezeket a szavakat tartalmazta: „Álljon e templom időtlen időkig, lássa a magyar hazát és nemzetet nagynak és szabadnak, hirdessék benne az Úr igéjét rendületlen buzgalommal, hallgassa a magyar ifjúság szent áhítattal és kövesse példáját védőszentjének, Szent Imrének, örökkön örökké!” Év égére elkészültek a falak, télre a torony is, tavasszal pedig folytatódtak a munkák. 1911-ben azonban beomlott a mennyezet egy része, a pénz pedig elfogyott, így a folytatás veszélybe került. Esterházy Miklós herceg 1912 szeptemberében adományozott 10 000 koronás adománya azonban megmentette az építkezést, így az új mesterek, a gödrei Lamping Ádám és fia, Lamping József, rövid időn belül befejezhették a templomot.
A felszentelést Rédey Gyula veszprémi nagyprépost végezte 1912. november 5-én, Szent Imre napján, akit a templom védőszentjéül is választottak. Éppen ezen a napon tartották a gimnázium százéves fennállásának alkalmából tartott ünnepséget is (bár manapság nem 1812-t, a gimnázium nyilvánosságának elnyerési évét, hanem 1806-ot, az iskola valódi létrejöttének évét tartják az alapítás dátumának). A gimnáziumi emlékkönyv így fogalmaz: „S most büszkén áll gimnáziumunk közelében Szent Imre temploma, [...] s buzdítja ifjainkat a templom védőszentjének, Szent Imre hercegnek követésére.”
Az első világháború során, 1916-ban a templom három harangjából kettőt háborús célokra elvittek. A belső festést Z. Soós István helyi festőművész végezte 1925-ben, két évvel később pedig elkészült a főoltár. A következő években látogatottsága egyre nőtt, a tanulók és a leventék mellett a városi értelmiség is nagy számban képviseltette magát a vasárnapi és ünnepnapi miséken. Önálló kórusa nem volt, a gimnázium négyszólamú férfikara énekelt benne.
A második világháború után a templom a jezsuitákhoz került. Dabóczi Mihály és Győri Dezső 1947-ben és 1948-ban elkészítette Loyolai Szent Ignác szobrát, valamint tíz domborművet: előbbi a templommal szomszédos rendház homlokzatára, utóbbiak bejárata mellé kerültek. 1950-ben feloszlatták a szerzetesrendeket, a szobrot az 1962-es államosítás után eltávolították, de nem semmisítették meg (a hulladékok közé került egy kőrakásra), és a domborműveket is sikerült megmenteni: eredeti helyükön befalazták őket. A rendszerváltás után visszaállították a szobrot (ezúttal a templom bejárata mellé), a domborműveket pedig kibontották, így azok ma is láthatók.
A templomot 1970-ben, majd 1994-ben is felújították. Önálló plébániája 1990-ben jött létre, előtte a Nagyboldogasszony egyházközséghez tartozott. Ugyanebben az évben kapott új harangokat is Gombos Lajos őrbottyáni mester jóvoltából. 1993-ban itt tartották a katolikus fiatalok első dél-dunántúli találkozóját, a következő évben pedig megjelent a Szent Imre Híradó című lap első száma. 1996 óta működtetik a Szent Imre Öröksége Ifjúsági és Szociális alapítványt, amely többek között ifjúsági táborokat támogat, könyveket ad ki, és rendszeresen megszervezi a Szent Imre játszóházat is.
2017 tavaszán újabb, nagyszabású felújítás kezdődött, amelynek során padlófűtést építenek be, szigetelnek, és a padok és a szobrok is megújulnak.

## Az épület
A templom stílusa eklektikus, de megjelennek rajta neoromanikus elemek is. Ezek legszembetűnőbb példái a bélletes-oszlopos kapuzat, a tölcsérbélletes és ikerablakok, a torony imitált törpegalériája és a vakíves párkányok is. Tornya nyolcszögletű, de nem a latin kereszt alaprajzú templom tengelyében áll, hanem az északnyugati sarokban, a főbejárattal szemben állva attól balra. A négy égtáj irányában óráknak alakítottak ki rajta helyet, ám ma nincs bennük egyetlen toronyóra sem. A főhajó ablakainak fő díszítőelemei Szent Ambrust, Nagy Szent Gergelyt, Szent Ágostont és Szent Jeromost ábrázolják.
Az épület építészeti értéke miatt önkormányzati védelem alatt áll.